# Wingersheim
Wingersheim è un comune francese di 1 186 abitanti situato nel dipartimento del Basso Reno nella regione del Grand Est.

## Società

### Evoluzione demografica
Abitanti censiti